# Rio Pao
O Rio Pao é um rio sul-americano que banha a Venezuela.